# Arquivo Nacional Sueco
O Arquivo Nacional Sueco (em sueco:  Riksarkivet) é uma agência governamental sueca, subordinada ao Ministério da Cultura.
Está vocacionado para gerir o arquivamento dos documentos do Parlamento da Suécia (Riksdagen), dos ministérios (Departement) e da administração estatal.

A sede da agência está localizada na cidade de Estocolmo.

Tem a responsabilidade da edição do Dicionário Biográfico Sueco (Svenskt Biografiskt Lexikon), da gestão dos brasões e armas das instituições estatais, e da conservação dos documentos medievais da Suécia (Svenskt Diplomatarium).